# 長谷川左近
長谷川 左近（はせがわ さこん、文禄2年（1593年） - 没年不詳）は、安土桃山時代から江戸時代初期・前期に活動した長谷川派の絵師。長谷川等伯の四男。等重ともいう。

## 略伝
等伯の後妻・妙清の子。異母兄に長谷川久蔵・宗宅、同母兄に長谷川宗也がいる。父に倣って「自雪舟六代」を称し、等伯の画業を継承したという。兄達のうち久蔵や宗宅は早世しているが、兄の宗也や異母姉の娘婿・長谷川等秀、長谷川等学らは健在であり、彼らとの間に何らかの確執があったことが想定される。そのためか宗也の菩提寺である信行寺の過去帳や、3本ある長谷川家の家系図などに、左近のことは一切記されていない。
等伯の子孫らの中では、比較的多くの作品が残っている。作風は晩年の等伯の画風をよく学んだ漢画風のものが伝存し、また俵屋宗達風の装飾的な作品も残る。弟子とされる絵師に山口雪渓がいる。

## 代表作
- 翁・三番叟桧扁額 （佐渡市・実相寺、佐渡博物館管理） 板絵著色 2面 寛永元年（1624年）
- 三十六歌仙図 （高島市・海津天神社） 板絵著色 「自雪舟六代長谷川左近」署名。寛永7年（1630年）翌年、富裕な町人で光悦流の書家でもあった石田友雪が奉納した。
- 十六羅漢図 （金沢市・大乗寺、石川県立美術館保管） 紙本墨画 12幅 「長谷川」朱文二重長方形印 「左近」朱文円形印
- 波龍図屏風 （金剛三昧院） 紙本墨画金泥引 六曲一双 「長谷川」朱文二重円形印 「等重」朱文二重方形印
- 牧牛・野馬図屏風 （ボストン美術館） 紙本墨画淡彩 六曲一双 各隻「長谷川印」朱文重廓長方印
- 群仙図屏風 （メトロポリタン美術館） 紙本墨画 六曲一隻 「等重」印

## 参考資料
- 山根有三 「長谷川左近・宗也・等憶・信近などの画業の研究」、『山根有三著作集 六　桃山絵画研究』 中央公論美術出版、1998年 ISBN 4-8055-1452-3
- 石川県七尾美術館 『長谷川等伯没後400年記念・開館15周年記念 等伯をめぐる画家たち』 2010年4月
- 東京国立博物館ほか編 『ボストン美術館 日本美術の至宝』展図録、2012年
- 野口剛「長谷川左近伝を読む」、古画備考研究会編 『原本『古画備考』のネットワーク』 思文閣出版、2013年2月、pp.71-90、ISBN 978-4-7842-1674-1